# Olivier Jäckle
Olivier Jäckle (* 7. Januar 1993 in Lahr/Schwarzwald) ist ein Schweizer Fussballspieler in Diensten des FC Aarau.
Jäckle spielte bereits bis 2011 beim FC Aarau und wurde von Juli bis Dezember 2011 an den SC Zofingen ausgeliehen. Bis zum Februar 2012 war er in der U-21 des FC Aarau aktiv, bevor er in die 1. Mannschaft des Vereins kam. Olivier Jäckle stammt aus einer Fussballfamilie, so war sein Bruder Philipp Spieler beim FC Baden und sein Vater war Präsident dieses Vereins. Er ist in Birmenstorf aufgewachsen.